# Дружба (квартал на Сливен)
Вижте пояснителната страница за други значения на Дружба.
Комплекс „Дружба“ е най-големият жилищен комплекс в град Сливен.
В „Дружба“ живеят над 20 000 души. Комплексът е изграден от множество както панелни така и тухлени жилищни блокове. Първият блок в комплекса е построен през 1975 г. Понастоящем се изграждат съвременни и модерни кооперации и хипермаркети.
До квартала може да се достигне с тролейбусна линия №201, също така и с автобусни линии с номера 3, 7, 11, 22, 24 и 201.